# Lista produkcji związanych z serialem Doktor Who
Doktor Who to brytyjski serial science-fiction, produkowany przez BBC. Na przestrzeni lat pojawiały się poza typowymi odcinkami, różnego rodzaju produkcje, w tym m.in. skecze, spin-offy, filmy, gry, webcasty czy prequele. Poniższy artykuł dotyczy jedynie części drobnych produkcji związanych z serialem Doktor Who, które zostały wyprodukowane przez BBC.

## Lista

### Nadane w telewizji
Poniżej przedstawiono kilka specjalnych produkcji stworzonych przez BBC, wyemitowanych na którymś z kanałów należących do tej korporacji. Są to przede wszystkim miniodcinki, parodie i crossovery z innymi programami telewizyjnymi.
| A Fix with Sontarans | Marcus Mortimer               | Eric Saward                                       | 1 odc. × 9 min.                                                        | 23 lutego 1985                               |
| Część programu Jim'll Fix It. W rolach głównych zostali obsadzeni Colin Baker jako szósty Doktor i Janet Fielding jako Tegan Jovanka. |                               |                                                   |                                                                        |                                              |
| Search Out Space | Stuart Berry-Anne Billingsley | Lambros Atteshlis i Stuart Berry-Anne Billingsley | 1 odc. × 20 min.                                                       | 21 listopada 1990                            |
| Specjalna edycja programu dla dzieci Search Out Science. W rolach głównych wystąpili Sylvester McCoy jako siódmy Doktor, Sophie Aldred jako Ace i John Leeson jako K-9. |                               |                                                   |                                                                        |                                              |
| Dimensions in Time | Stuart MacDonald              | John Nathan-Turner i David Roden                  | 2 odcinki (1. odc. 7,5 min.; 2 odc. 5,5 min.)                          | 26-27 listopada 1993                         |
| Program przygotowany na 30-lecie istnienia serialu, będący crossoverem dla opery mydlanej pt. EastEnders. W rolach głównych wystąpili: Jon Pertwee, Tom Baker, Peter Davison, Colin Baker i Sylvester McCoy jako Doktorzy, a także wielu aktorów, grających w poprzednich latach towarzyszy Doktora. |                               |                                                   |                                                                        |                                              |
| Doctor Who and the Curse of Fatal Death | John Henderson                | Steven Moffat                                     | 4 odc. × 5 min.                                                        | 12 marca 1999                                |
| Skecz przygotowany na Comic Relief. W rolach głównych wystąpili Rowan Atkinson, Richard E. Grant, Jim Broadbent, Hugh Grant i Joanna Lumley jako Doktorzy, Julia Sawalha jako Emma oraz Jonathan Pryce jako Mistrz. |                               |                                                   |                                                                        |                                              |
| Born Again | Euros Lyn                     | Russell T. Davies                                 | 1 odc. × 7 min.                                                        | 18 listopada 2005                            |
| Miniodcinek, będący łącznikiem fabuły odcinków Każdy swoją drogą oraz Świąteczna inwazja. W rolach głównych wystąpili: David Tennant jako dziesiąty Doktor oraz Billie Piper jako Rose Tyler. Born Again jest też czasem nazywany Doctor Who: Children in Need. |                               |                                                   |                                                                        |                                              |
| Attack of the Graske | Ashley Way                    | Gareth Roberts                                    | 1 odc. × 14 min.                                                       | 25 grudnia 2005                              |
| Miniodcinek, którego akcja dzieje się po odcinku Świąteczna inwazja. W roli głównej wystąpił David Tennant jako dziesiąty Doktor. Attack of the Graske miało swoją premierę na BBC Red Button. |                               |                                                   |                                                                        |                                              |
| Poszukiwanie nieskończoności The Infinite Quest | Gary Russell                  | Alan Barnes                                       | 13 odc. × 3,5 min. lub 1 odc. × 45 min.                                | 2 kwietnia – 20 czerwca 2007 4 stycznia 2009 |
| Animowany miniserial lub film (produkcja ta została wydana w częściach, a potem jako jedno) wyemitowany jako część serialu Totally Doctor Who. Głos w rolach głównych podkładali David Tennant (dziesiąty Doktor) oraz Freema Agyeman (Martha Jones). |                               |                                                   |                                                                        |                                              |
| Time Crash | Graeme Harper                 | Steven Moffat                                     | 1 odc. × 8 min.                                                        | 16 listopada 2007                            |
| Miniodcinek, będący łącznikiem fabuły odcinków Ostatni z Władców Czasu oraz Rejs potępieńców. W rolach głównych wystąpili: David Tennant jako dziesiąty Doktor oraz Peter Davison jako piąty Doktor. |                               |                                                   |                                                                        |                                              |
| Music of the Spheres | Euros Lyn                     | Russell T. Davies                                 | 1 odc. × 7 min.                                                        | 27 lipca 2008                                |
| Miniodcinek, przygotowany na BBC Proms. W roli głównej wystąpił David Tennant jako dziesiąty Doktor. |                               |                                                   |                                                                        |                                              |
| Doctor Who: Tonight's the Night | Alice Troughton               | Russell T. Davies                                 | 1 odc. × 3 min.                                                        | 23 maja 2009                                 |
| Skecz, będący częścią programu Tonight's the Night. W rolach głównych wystąpili: David Tennant jako dziesiąty Doktor, John Barrowman jako kapitan Jack Harkness oraz Tim Ingham jako Sao Til. |                               |                                                   |                                                                        |                                              |
| Dreamland | Alice Troughton               | Russell T. Davies                                 | 6 odcinków (1. odc. 12 min., pozostałe po 6 min.) lub 1 odc. × 45 min. | 21-26 listopada 2009                         |
| Animowany miniserial lub film (produkcja ta została wydana w częściach, a potem jako jedno), mający swoją premierę na BBC Red Button. W rolach głównych wystąpili: David Tennant jako dziesiąty Doktor, Georgia Moffett jako Cassie Rice i Tim Howar jako Jimmy Stalkingwolf. |                               |                                                   |                                                                        |                                              |
| Space / Time | Richard Senior                | Steven Moffat                                     | 2 odc. × 3 min.                                                        | 18 marca 2011                                |
| 2 miniodcinki składające się na jedną historię. W rolach głównych wystąpili: Matt Smith jako jedenasty Doktor, Karen Gillan jako Amy Pond oraz Arthur Darvill jako Rory Williams. |                               |                                                   |                                                                        |                                              |
| Death Is the Only Answer | Jeremy Webb                   | dzieci z Oakley Junior School                     | 1 odc. × 4 min.                                                        | 1 października 2011                          |
| Miniodcinek, będący częścią programu Doktor Who: Ściśle tajne. Scenariusz został wybrany z konkursu międzyszkolnego, który wygrała szkoła Oakley Junior. W roli głównej wystąpił Matt Smith jako jedenasty Doktor. |                               |                                                   |                                                                        |                                              |
| Good as Gold | Saul Metzstein                | dzieci z Ashdene School                           | 1 odc. × 3 min.                                                        | 24 maja 2012                                 |
| Miniodcinek, będący częścią programu Blue Peter. Scenariusz został wybrany z konkursu międzyszkolnego, który wygrała szkoła Ashdene. W roli głównej wystąpili: Matt Smith jako jedenasty Doktor oraz Karen Gillan jako Amy Pond. |                               |                                                   |                                                                        |                                              |
| Pond Life | Saul Metzstein                | Chris Chibnall                                    | 5 odc. × 1 min.                                                        | 27-31 sierpnia 2012                          |
| 5 miniodcinków, składających się na jedną historię. W rolach głównych wystąpili: Matt Smith jako jedenasty Doktor, Karen Gillan jako Amy Pond oraz Arthur Darvill jako Rory Williams. |                               |                                                   |                                                                        |                                              |
| P.S. | brak danych                   | Chris Chibnall                                    | 1 odc. × 5 min.                                                        | 12 października 2012                         |
| W większości animowany miniodcinek, który przedstawia list Rory’ego do swojego ojca, po wydarzeniach z odcinka Anioły na Manhattanie. W rolach głównych wystąpił Arthur Darvill jako Rory Williams, a także w występie cameo Matt Smith jako jedenasty Doktor oraz Karen Gillan jako Amy Pond. |                               |                                                   |                                                                        |                                              |
| The Great Detective | Marcus Wilson                 | Steven Moffat                                     | 1 odc. × 3 min.                                                        | 16 listopada 2012                            |
| Miniodciek wydany specjalnie na Children in Need. W rolach głównych wystąpili: Matt Smith jako jedenasty Doktor, Dan Starkey jako Strax, Catrin Stewart jako Jenny Flint oraz Neve McIntosh jako Madame Vastra, a w scenach zakulisowych pojawiła się także Jenna Coleman. |                               |                                                   |                                                                        |                                              |
| The Night Of The Doctor | John Hayes                    | Steven Moffat                                     | 1 odc. × 7 min.                                                        | 14 listopada 2013                            |
| Miniodcinek, będący zarazem prequelem do odcinka Dzień Doktora. Opowiada on o losach Ósmego Doktora w trakcie Wojny Czasu, jego regeneracji i początkowych chwilach Doktora Wojny. W rolach głównych wystąpili Paul McGann jako Ósmy Doktor oraz John Hurt jako Doktor Wojny. |                               |                                                   |                                                                        |                                              |
| The Last Day | Jamie Stone                   | Steven Moffat                                     | 1 odc. × 7 min.                                                        | 21 listopada 2013                            |
| Miniodcinek, będący zarazem prequelem do odcinka Dzień Doktora. Wystąpili: Chris Finch, Barry Aird oraz Alan Gill w rolach żołnierzy Władców Czasu. |                               |                                                   |                                                                        |                                              |
| The Five(ish) Doctors Reboot | Peter Davison                 | Peter Davison                                     | 1 odc. × 31 min.                                                       | 23 listopada 2013                            |
| Skecz opowiadający o aktorach z klasycznej wersji serialu, którzy zbuntowali się przeciwko temu, że nie zostali zaproszeni do występu w odcinku rocznicowym pt. Dzień Doktora. W skeczu wystąpiło wielu aktorów z klasycznej epoki serialu, w tym m.in.: Peter Davison, Colin Baker, Sylvester McCoy, Paul McGann, Katy Manning, Louise Jameson, Carole Ann Ford, Deborah Watling, Sophie Aldred, Sarah Sutton, Lalla Ward, John Leeson, Anneke Wills i Matthew Waterhouse, kilku z nowej wersji, w tym m.in. Matt Smith, Jenna Coleman, John Barrowman, David Tennant, Dan Starkey i Georgia Moffett, kilku z produkcji pobocznych, w tym m.in. Niky Wardley, Lisa Bowerman i Christian Brassington, a także kilku producentów, w tym m.in. Steven Moffat oraz Russell T. Davies. |                               |                                                   |                                                                        |                                              |

### Webcasty
Poniżej przedstawiono kilka produkcji stworzonych przez BBC, które były wyświetlane tylko w internecie, głównie na stronie internetowej BBC, kanale na Youtube lub na profilu serialu na Facebooku.
| Death Comes to Time | Dan Freedman  | Colin Meek i Nev Fountain     | 13 odcinków | 13 lipca 2001 – 3 maja 2002         |
| Webcast (animacja), opublikowany na stronie internetowej BBC. Była to pierwsza produkcja BBC związana z Doktorem Who, od czasu filmu telewizyjnego z 1996 roku. W rolach głównych głos podłożyli: Sylvester McCoy jako siódmy Doktor, Sophie Aldred jako Ace oraz Kevin Eldon jako Antimony. |               |                               |             |                                     |
| Real Time | Gary Russell  | Gary Russell                  | 6 odcinków  | 2 sierpnia 2002 – 6 września 2002   |
| Webcast (animacja), wyprodukowany poprzez współpracę Big Finish Productions oraz BBC, a opublikowany na stronie internetowej BBC. W rolach głównych głos podłożyli: Colin Baker jako szósty Doktor oraz Maggie Stables jako Evelyn Smythe. |               |                               |             |                                     |
| Shada | Nicholas Pegg | Douglas Adams i Gary Russell  | 6 odcinków  | 2 maja 2003 – 6 czerwca 2003        |
| Webcast (animacja), wyprodukowany poprzez współpracę Big Finish Productions oraz BBC, a opublikowany na stronie internetowej BBC. W rolach głównych głos podłożyli: Paul McGann jako ósmy Doktor, Lalla Ward jako Romana oraz David Brierley jako K-9. |               |                               |             |                                     |
| Scream of the Shalka | Wilson Milam  | Paul Cornell                  | 6 odcinków  | 13 listopada 2003 – 18 grudnia 2003 |
| Webcast (animacja) opublikowany na stronie internetowej BBC. Został on wyprodukowany dla uczczenia 40-lecia istnienia serialu. Wprowadza on postać nowej regeneracji Doktora, która w założeniu miała być dziewiątym Doktorem. To jednak się nie udało, ponieważ w 2005 roku wznowiono produkcję serialu i tam stworzono kanoniczną inkarnację dziewiątego Doktora. Postać Doktora, występującego w tym webcastcie nazwano w późniejszym czasie jako „Doktor Shalka”, a sam webcast przez większość fanów nie jest uznawany przez ten fakt jako kanoniczny. W rolach głównych głos podłożyli: Richard E. Grant jako Doktor Shalka oraz Sophie Okonedo jako Alison Cheney. |               |                               |             |                                     |
| Songtaran Carols | brak danych   | brak danych                   | 1 odcinek   | 21 grudnia 2012                     |
| Webcast trwający nie całą minutę, opublikowany na stronie internetowej BBC. Wystąpili: Matt Smith jako jedenasty Doktor, Jenna Coleman jako Clara, Dan Starkey jako Strax, Catrin Stewart jako Jenny Flint oraz Neve McIntosh jako Madame Vastra. |               |                               |             |                                     |
| Home Invasion | Peter Jackson | Peter Jackson i Peter Capaldi | 1 odcinek   | 30 listopada 2015                   |
| Webcast trwający nie całe 3 minuty, opublikowany na oficjalnej stronie serialu oraz oficjalnej stronie Petera Jacksona na Facebooku. Wystąpili: Peter Capaldi jako dwunasty Doktor, Nicholas Briggs jako Dalek (głos), Peter Jackson jako on sam oraz Katie Jackson jako ona sama. |               |                               |             |                                     |

### Wydane wraz z zestawem na VHS, DVD lub Blu-ray
| The Pilot Episode | Waris Hussein      | Anthony Coburn           | 1 odc. × 26 min.  | 26 sierpnia 1991  |
| Pierwsza, niewydana wcześniej wersja pierwszego odcinka w historii serialu, An Unearthly Child (z historii o tej samej nazwie), zawierająca liczne błędy techniczne. Została wydana na kasecie VHS w zestawie zatytułowanym The Hartnell Years. W rolach głównych wystąpili: William Hartnell jako pierwszy Doktor, Carole Ann Ford jako Susan Foreman, Jacqueline Hill jako Barbara Wright oraz William Russell jako Ian Chesterton.     |                    |                          |                   |                   |
| Global Conspiracy! | Paul Vanezis       | Mark Gatiss              | 1 odc. × 10 min.  | 10 kwietnia 2004  |
| Swego rodzaju prequel dla historii The Green Death z 1973 roku. Wydany wraz z nią w kwietniu 2004 roku. Został napisany przez Mark Gatiss, który odgrywa w nim także główną rolę. |                    |                          |                   |                   |
| Meanwhile in the TARDIS | Euros Lyn          | Steven Moffat            | 2 odc. × 3,5 min. | 8 listopada 2010  |
| 2 odcinki ukazujące wydarzenia pomiędzy odcinkami piątej serii. Pierwszy odcinek ukazuje wydarzenia mające miejsce pomiędzy odcinkiem Jedenasta godzina i Bestia na dole, natomiast drugi pomiędzy Kamienne ciała i Wampiry w Wenecji. Zostały wydany wraz z zestawem DVD „The Complete Fifth Series”. Występują w nich: Matt Smith jako jedenasty Doktor oraz Karen Gillan jako Amy Pond.                                                |                    |                          |                   |                   |
| Night and the Doctor | Richard Senior     | Steven Moffat Tom MacRae | 5 odcinków        | 21 listopada 2011 |
| 5 odcinków, zatytułowanych kolejno: Bad Night, Good Night, First Night, Last Night i Up All Night, ukazujące wydarzenia pomiędzy odcinkami szóstej serii. Zostały wydane wraz z zestawem DVD „The Complete Sixth Series”. Występują w nich: Matt Smith jako jedenasty Doktor, Karen Gillan jako Amy Pond, Arthur Darvill jako Rory Williams, Alex Kingston jako River Song, James Corden jako Craig Owens oraz Daisy Haggard jako Sophie. |                    |                          |                   |                   |
| Clarence and the Whispermen | Stephen Woolfenden | Steven Moffat            | 1 odc. × 2 min.   | 22 maja 2013      |
| Wydany wraz z zestawem DVD „Series 7: Part 2” miniodcinek promujący odcinek Imię Doktora. Jest w nim ukazany wiktoriański morderca, Clarence DeMarco (w tej roli Michael Jenn), który jest zastraszany przez tzw. Szepty, kontrolowane przez Wielką Inteligencję. |                    |                          |                   |                   |
| The Inforarium | brak danych        | Steven Moffat            | 1 odc. × 2 min.   | 24 września 2013  |
| Wyprodukowana na potrzeby zestawu DVD „The Complete Seventh Series” dodatkowa scena. Występują: Matt Smith jako jedenasty Doktor oraz Laurence Saunders jako strażnik. |                    |                          |                   |                   |
| Rain Gods | brak danych        | Steven Moffat            | 1 odc. × 2 min.   | 24 września 2013  |
| Wyprodukowana na potrzeby zestawu DVD „The Complete Seventh Series” dodatkowa scena. Występują: Matt Smith jako jedenasty Doktor oraz Alex Kingston jako River Song. |                    |                          |                   |                   |
| Clara and the TARDIS | brak danych        | Steven Moffat            | 1 odc. × 2 min.   | 24 września 2013  |
| Wyprodukowana na potrzeby zestawu DVD „The Complete Seventh Series” dodatkowa scena. Występuje w niej tylko Jenna Coleman jako Clara Oswald. |                    |                          |                   |                   |

### Prequele
| Tytuł                                                                  | Reżyseria        | Scenariusz       | Uwagi           | Premiera          |
| ---------------------------------------------------------------------- | ---------------- | ---------------- | --------------- | ----------------- |
| Seria 6                                                                |                  |                  |                 |                   |
| The Impossible Astronaut                                               | brak danych      | Steven Moffat    | 1 odc. × 1 min. | 22 marca 2011     |
| The Curse of the Black Spot                                            | brak danych      | Stephen Thompson | 1 odc. × 1 min. | 30 kwietnia 2011  |
| A Good Man Goes to War                                                 | Marcus Wilson    | Steven Moffat    | 1 odc. × 1 min. | 28 maja 2011      |
| Let's Kill Hitler                                                      | Steve Hughes     | Steven Moffat    | 1 odc. × 1 min. | 14 sierpnia 2011  |
| The Wedding of River Song                                              | Marcus Wilson    | Steven Moffat    | 1 odc. × 1 min. | 24 września 2011  |
| Seria 7                                                                |                  |                  |                 |                   |
| The Doctor, the Widow and the Wardrobe                                 | Marcus Wilson    | Steven Moffat    | 1 odc. × 1 min. | 6 grudnia 2011    |
| Asylum of the Daleks                                                   | Saul Metzstein   | Steven Moffat    | 1 odc. × 1 min. | 1 września 2012   |
| The Making of The Gunslinger (prequel do odcinka Miasteczko Mercy)     | Neill Gorton     | Toby Whithouse   | 1 odc. × 1 min. | 9 września 2012   |
| Vastra Investigates (prequel do odcinka Bałwany)                       | John Hayes       | Steven Moffat    | 1 odc. × 2 min. | 17 grudnia 2012   |
| The Bells of Saint John                                                | John Hayes       | Steven Moffat    | 1 odc. × 2 min. | 23 marca 2013     |
| The Battle of Demons Run – 2 Days Later (prequel do odcinka Bałwany)   | Marcus Wilson    | Steven Moffat    | 1 odc. × 1 min. | 25 marca 2013     |
| She Said, He Said (prequel do odcinka Imię Doktora)                    | Saul Metzstein   | Steven Moffat    | 1 odc. × 3 min. | 11 maja 2013      |
| The Night of the Doctor (prequel do odcinka Dzień Doktora)             | John Hayes       | Steven Moffat    | 1 odc. × 7 min. | 14 listopada 2013 |
| Seria 9                                                                |                  |                  |                 |                   |
| Prologue (prequel do odcinka The Magician's Apprentice)                | Hettie MacDonald | Steven Moffat    | 1 odc. × 3 min. | 11 września 2015  |
| The Doctor's Meditation (prequel do odcinka The Magician's Apprentice) | Ed Bazalgette    | Steven Moffat    | 1 odc. × 6 min. | 15 września 2015  |
| Seria 10                                                               |                  |                  |                 |                   |
| Friend from the Future                                                 | brak danych      | brak danych      | 1 odc. × 2 min. | 23 kwietnia 2015  |

## Gry komputerowe
Pierwszymi grami komputerowymi, związanymi z Doktorem Who były Doctor Who: The First Adventure (1983), Doctor Who and the Warlord (1985) i Doctor Who and the Mines of Terror (1985). Wszystkie były obsługiwane tylko przez komputery BBC Micro. W późniejszym czasie pojawiały się kolejne gry.